# Oxytenis modestia
Oxytenis modestia — вид павлиноглазок из подсемейства Oxyteninae.

## Распространение
Распространён от Гватемалы до северной части Южной Америки. Чаще встречается в Суринаме.

## Описание
Размах крыльев в среднем до 50 мм.